# International C-series (1934)
International C-серия представляла собой грузовик грузоподъемностью 1/2 тонны, построенный компанией International Harvester Company на заводе в Спрингфилде, штат Огайо, в период с 1934 по 1937 год.

## История модели
Серия C представляла собой совершенно новую полутонну, построенную компанией International и пришедшую на смену D-1, построенному Willys. Привлекательный стиль C-серии мог соперничать с некоторыми из лучших легковых автомобилей того времени. Шестицилиндровый двигатель 213ci L-образной головки в серии C, по сути, представлял собой международную модернизацию двигателя Willys в D-1, компания International приобрела патентные права и инструменты у Willys-Overland.
Серия C стандартно поставлялась с капотом и шасси (передняя часть из листового металла до приборной панели), с кабиной или с одним из нескольких дополнительных кузовов, включая версии пикап, панель и универсал. В середине 1937 года D-2 с совершенно новым дизайном заменил серию C.